# États-Unis aux Jeux olympiques d'hiver de 1948
Cet article contient des informations sur la participation et les résultats des États-Unis aux Jeux olympiques d'hiver de 1948, qui ont eu lieu à Saint-Moritz en Suisse. 

## Médaillés
| Médaille | Nom                                                        | Sport               | Épreuve            |
| -------- | ---------------------------------------------------------- | ------------------- | ------------------ |
| Or       | Gretchen Fraser                                            | Ski alpin           | Slalom femmes      |
| Or       | William D'Amico Patrick Martin Edward Rimkus Francis Tyler | Bobsleigh           | Bob à quatre       |
| Or       | Dick Button                                                | Patinage artistique | Hommes             |
| Argent   | Gretchen Fraser                                            | Ski alpin           | Combiné femmes     |
| Argent   | John Heaton                                                | Skeleton            | Compétition hommes |
| Argent   | Ken Bartholomew                                            | Patinage de vitesse | 500 mètres hommes  |
| Argent   | Robert Fitzgerald                                          | Patinage de vitesse | 500 mètres hommes  |
| Bronze   | Schuyler Carron Frederick Fortune                          | Bobsleigh           | Bob à deux         |
| Bronze   | James Bickford Donald Dupree William Dupree Thomas Hicks   | Bobsleigh           | Bob à quatre       |

## Résultats

### Ski alpin

#### Hommes
| Athlète        | Épreuve  | Course 1     | Course 1 | Course 2     | Course 2 | Total        | Total |
| Athlète        | Épreuve  | Temps        | Rang     | Temps        | Rang     | Temps        | Rang  |
| -------------- | -------- | ------------ | -------- | ------------ | -------- | ------------ | ----- |
| Barney McLean  | Descente |              |          |              |          | 3 min 30 s 1 | 47    |
| Dev Jennings   | Descente |              |          |              |          | 3 min 28 s 2 | 45    |
| Bob Blatt      | Descente |              |          |              |          | 3 min 27 s 4 | 44    |
| Steve Knowlton | Descente |              |          |              |          | 3 min 26 s 2 | 43    |
| Dick Movitz    | Descente |              |          |              |          | 3 min 25 s 2 | 42    |
| Jack Reddish   | Descente |              |          |              |          | 3 min 12 s 3 | 26    |
| Barney McLean  | Slalom   | 1 min 20 s 5 | 30       | 1 min 07 s 6 | 17       | 2 min 28 s 1 | 24    |
| Colin Stewart  | Slalom   | 1 min 15 s 3 | 23       | 1 min 08 s 8 | 21       | 2 min 24 s 1 | 20    |
| Steve Knowlton | Slalom   | 1 min 12 s 9 | 16       | 1 min 07 s 6 | 17       | 2 min 20 s 5 | 16    |
| Jack Reddish   | Slalom   | 1 min 11 s 0 | 10       | 1 min 04 s 5 | 5        | 2 min 15 s 5 | 7     |

#### Combiné hommes
La partie descente de cette épreuve a lieu en même temps que l'épreuve principale de descente. Pour les athlètes participant aux deux épreuves, le même temps est utilisé (voir le tableau ci-dessus pour les résultats). La partie slalom de cette épreuve se tient séparément de l'épreuve principale de slalom (voir le tableau ci-dessous pour les résultats de cette partie).
| Athlète        | Slalom       | Slalom       | Slalom | Total (descente + slalom) | Total (descente + slalom) |
| Athlète        | Temps 1      | Temps 2      | Rang   | Points                    | Rang                      |
| -------------- | ------------ | ------------ | ------ | ------------------------- | ------------------------- |
| Barney McLean  | 1 min 16 s 4 | 1 min 11 s 5 | 15     | 25, 15 pts                | 26                        |
| Bob Blatt      | 1 min 15 s 6 | 1 min 21 s 4 | 23     | 27, 83 pts                | 29                        |
| Steve Knowlton | 1 min 15 s 5 | 1 min 14 s 0 | 17     | 23, 75 pts                | 25                        |
| Jack Reddish   | 1 min 14 s 1 | 1 min 08 s 8 | 8      | 13, 24 pts                | 12                        |

#### Femmes
| Athlète              | Épreuve  | Course 1     | Course 1 | Course 2     | Course 2 | Total        | Total         |
| Athlète              | Épreuve  | Temps        | Rang     | Temps        | Rang     | Temps        | Rang          |
| -------------------- | -------- | ------------ | -------- | ------------ | -------- | ------------ | ------------- |
| Andrea Mead-Lawrence | Descente |              |          |              |          | 3 min 03 s 1 | 35            |
| Paula Kann           | Descente |              |          |              |          | 2 min 49 s 0 | 28            |
| Becky Cremer         | Descente |              |          |              |          | 2 min 44 s 2 | 22            |
| Ruth-Marie Stewart   | Descente |              |          |              |          | 2 min 42 s 0 | 20            |
| Gretchen Fraser      | Descente |              |          |              |          | 2 min 37 s 1 | 13            |
| Brynhild Grasmoen    | Descente |              |          |              |          | 2 min 36 s 0 | 12            |
| Paula Kann           | Slalom   | 1 min 07 s 8 | 16       | 1 min 02 s 0 | 9        | 2 min 09 s 8 | 11            |
| Brynhild Grasmoen    | Slalom   | 1 min 05 s 6 | 12       | 1 min 04 s 0 | 12       | 2 min 09 s 6 | 9             |
| Andrea Mead-Lawrence | Slalom   | 1 min 05 s 1 | 11       | 1 min 03 s 7 | 11       | 2 min 08 s 8 | 8             |
| Gretchen Fraser      | Slalom   | 59 s 7       | 1        | 57 s 5       | 2        | 1 min 57 s 2 | Médaille d'or |

#### Combiné femmes
La partie descente de cette épreuve a lieu en même temps que l'épreuve principale de descente. Pour les athlètes participant aux deux épreuves, le même temps est utilisé (voir le tableau ci-dessus pour les résultats). La partie slalom de cette épreuve se tient séparément de l'épreuve principale de slalom (voir le tableau ci-dessous pour les résultats de cette partie).
| Athlète              | Slalom       | Slalom       | Slalom | Total (descente + slalom) | Total (descente + slalom) |
| Athlète              | Temps 1      | Temps 2      | Rang   | Points                    | Rang                      |
| -------------------- | ------------ | ------------ | ------ | ------------------------- | ------------------------- |
| Ruth-Marie Stewart   | 1 min 09 s 8 | 1 min 06 s 6 | 12     | 17, 73 pts                | 16                        |
| Becky Cremer         | 1 min 09 s 4 | 1 min 12 s 5 | 20     | 22, 01 pts                | 17                        |
| Andrea Mead-Lawrence | 1 min 03 s 8 | 1 min 11 s 7 | 11     | 30, 84 pts                | 21                        |
| Gretchen Fraser      | 1 min 01 s 8 | 59 s 2       | 2      | 6, 95 pts                 | Médaille d'argent         |

### Bobsleigh
| Traîneau | Athlètes                          | Épreuve    | Manche 1     | Manche 1 | Manche 2     | Manche 2 | Manche 3     | Manche 3 | Manche 4     | Manche 4 | Total        | Total              |
| Traîneau | Athlètes                          | Épreuve    | Temps        | Rang     | Temps        | Rang     | Temps        | Rang     | Temps        | Rang     | Temps        | Rang               |
| -------- | --------------------------------- | ---------- | ------------ | -------- | ------------ | -------- | ------------ | -------- | ------------ | -------- | ------------ | ------------------ |
| USA-1    | Tuffield A. Latour Leo J. Martin  | Bob à deux | 1 min 24 s 9 | 4        | 1 min 24 s 8 | 6        | 1 min 24 s 1 | 8        | 1 min 25 s 4 | 12       | 5 min 39 s 2 | 9                  |
| USA-2    | Frederick Fortune Schuyler Carron | Bob à deux | 1 min 25 s 5 | 8        | 1 min 24 s 1 | 3        | 1 min 22 s 5 | 3        | 1 min 23 s 2 | 3        | 5 min 35 s 3 | Médaille de bronze |

| Traîneau | Athlètes                                                   | Épreuve      | Manche 1     | Manche 1 | Manche 2     | Manche 2 | Manche 3     | Manche 3 | Manche 4     | Manche 4 | Total        | Total              |
| Traîneau | Athlètes                                                   | Épreuve      | Temps        | Rang     | Temps        | Rang     | Temps        | Rang     | Temps        | Rang     | Temps        | Rang               |
| -------- | ---------------------------------------------------------- | ------------ | ------------ | -------- | ------------ | -------- | ------------ | -------- | ------------ | -------- | ------------ | ------------------ |
| USA-1    | James Bickford Thomas Hicks Donald Dupree William Dupree   | Bob à quatre | 1 min 17 s 4 | 5        | 1 min 20 s 7 | 2        | 1 min 21 s 8 | 4        | 1 min 21 s 6 | 2        | 5 min 21 s 5 | Médaille de bronze |
| USA-2    | Francis Tyler Patrick Martin Edward Rimkus William D'Amico | Bob à quatre | 1 min 17 s 1 | 2        | 1 min 19 s 6 | 1        | 1 min 21 s 4 | 1        | 1 min 22 s 0 | 5        | 5 min 20 s 1 | Médaille d'or      |

### Ski de fond

#### Hommes
| Épreuve | Athlète           | Course        | Course |
| Épreuve | Athlète           | Temps         | Rang   |
| ------- | ----------------- | ------------- | ------ |
| 18 km   | Gordy Wren        | 1 h 40 min 12 | 77     |
| 18 km   | Corey Engen       | 1 h 37 min 24 | 75     |
| 18 km   | Ralph Townsend    | 1 h 37 min 12 | 74     |
| 18 km   | Don Johnson       | 1 h 32 min 03 | 66     |
| 18 km   | Wendell Broomhall | 1 h 31 min 40 | 65     |

### Patinage artistique
| Athlète           | Figures imposées | Libre | Points       | Places | Rang final    |
| ----------------- | ---------------- | ----- | ------------ | ------ | ------------- |
| James Grogan      | 9                | 6     | 168, 711 pts | 62     | 6             |
| John Lettengarver | 4                | 2     | 176, 400 pts | 36     | 4             |
| Dick Button       | 1                | 1     | 191, 177 pts | 10     | Médaille d'or |

| Athlète          | Figures imposées | Libre | Points       | Places | Rang final |
| ---------------- | ---------------- | ----- | ------------ | ------ | ---------- |
| Eileen Seigh     | 10               | 10    | 144, 111 pts | 110    | 11         |
| Gretchen Merrill | 6                | 11    | 148, 466 pts | 73     | 8          |
| Yvonne Sherman   | 8                | 5     | 149, 833 pts | 62     | 6          |

| Athlètes                       | Points      | Score     | Rang final |
| ------------------------------ | ----------- | --------- | ---------- |
| Karol Kennedy Peter Kennedy    | 10, 536 pts | 59, 5 pts | 6          |
| Yvonne Sherman Robert Swenning | 10, 581 pts | 53 pts    | 4          |

### Hockey sur glace
| Le tournoi a lieu dans un format de round-robin avec neuf équipes participantes. \| Équipe \| Joués \| Gagnés \| Perdus \| Nuls \| Buts pour \| Buts contre \| Pts \| \| --------------- \| ----- \| ------ \| ------ \| ---- \| --------- \| ----------- \| ---- \| \| Canada \| 8 \| 7 \| 0 \| 1 \| 69 \| 5 \| 15 \| \| Tchécoslovaquie \| 8 \| 7 \| 0 \| 1 \| 80 \| 18 \| 15 \| \| Suisse \| 8 \| 6 \| 2 \| 0 \| 67 \| 21 \| 12 \| \| Suède \| 8 \| 4 \| 4 \| 0 \| 55 \| 28 \| 8 \| \| Grande-Bretagne \| 8 \| 3 \| 5 \| 0 \| 39 \| 47 \| 6 \| \| Pologne \| 8 \| 2 \| 6 \| 0 \| 29 \| 97 \| 4 \| \| Autriche \| 8 \| 1 \| 7 \| 0 \| 33 \| 77 \| 2 \| \| Italie \| 8 \| 0 \| 8 \| 0 \| 24 \| 156 \| 0 \| \| États-Unis DSQ \| 8 \| 5 \| 3 \| 0 \| 86 \| 33 \| (10) \| | - Suisse 5-4 USA - USA 23-4 Pologne - USA 31-1 Italie - USA 5-2 Suède - Canada 12-3 USA - USA 13-2 Autriche - USA 4-3 Royaume-Uni - Tchécoslovaquie 4-3 USA Joueurs : Al Opsahl, Bruce Mather, Bruce Cunliffe, Donald Geary, Fred Pearson, Goodwin Harding, Herb Vaningen, Jack Kirrane, Jack Riley, Jack Garrity, Ralph Warburton, Robert Baker, Bob Boeser, Stan Priddy |        |        |      |           |             |      |
| Équipe | Joués | Gagnés | Perdus | Nuls | Buts pour | Buts contre | Pts  |
| Canada | 8 | 7      | 0      | 1    | 69        | 5           | 15   |
| Tchécoslovaquie | 8 | 7      | 0      | 1    | 80        | 18          | 15   |
| Suisse | 8 | 6      | 2      | 0    | 67        | 21          | 12   |
| Suède | 8 | 4      | 4      | 0    | 55        | 28          | 8    |
| Grande-Bretagne | 8 | 3      | 5      | 0    | 39        | 47          | 6    |
| Pologne | 8 | 2      | 6      | 0    | 29        | 97          | 4    |
| Autriche | 8 | 1      | 7      | 0    | 33        | 77          | 2    |
| Italie | 8 | 0      | 8      | 0    | 24        | 156         | 0    |
| États-Unis DSQ | 8 | 5      | 3      | 0    | 86        | 33          | (10) |

### Combiné nordique
Épreuves :
- ski de fond pendant 18 km
- saut à ski sur tremplin normal

La partie du ski de fond de l'épreuve est combinée avec l'épreuve principale, cela signifie donc que les athlètes participent ici aux deux disciplines en même temps. Les détails peuvent être retrouvés dans la section ski de fond de cet article. 
L'épreuve de saut à ski (tremplin normal) a lieu séparément de l'épreuve principale de saut à ski, les résultats peuvent être retrouvés dans le tableau ci-dessous. Les athlètes sont autorisés à faire trois sauts, les deux meilleurs sauts (distance et style) étant comptabilisés.
| Athlète        | Épreuve    | Ski de fond | Ski de fond | Saut à ski     | Saut à ski | Saut à ski | Saut à ski | Saut à ski | Total      | Total |
| Athlète        | Épreuve    | Points      | Rang        | Distance 1     | Distance 2 | Distance 3 | Points     | Rang       | Points     | Rang  |
| -------------- | ---------- | ----------- | ----------- | -------------- | ---------- | ---------- | ---------- | ---------- | ---------- | ----- |
| Gordy Wren     | Individuel | 120,00 pts  | 36          | 66,5 m (chute) | 68,5 m     | 66,0 m     | 220,2 pts  | 2          | 340,20 pts | 29    |
| Corey Engen    | Individuel | 132,00 pts  | 34          | 65,5 m         | 59,0 m     | 64,0 m     | 214,8 pts  | 3          | 346,80 pts | 26    |
| Ralph Townsend | Individuel | 138,00 pts  | 33          | 54,5 m         | 61,0 m     | 58,0 m     | 188,7 pts  | 24         | 326,70 pts | 33    |
| Don Johnson    | Individuel | 157,50 pts  | 28          | 57,0 m         | 56,5 m     | 59,0 m     | 187,6 pts  | 27         | 345,10 pts | 27    |

### Skeleton
| Athlète         | Manche 1 | Manche 1 | Manche 2 | Manche 2 | Manche 3 | Manche 3 | Manche 4        | Manche 4 | Manche 5     | Manche 5 | Manche 6     | Manche 6 | Total           | Total             |
| Athlète         | Temps    | Rang     | Temps    | Rang     | Temps    | Rang     | Temps           | Rang     | Temps        | Rang     | Temps        | Rang     | Temps           | Rang              |
| --------------- | -------- | -------- | -------- | -------- | -------- | -------- | --------------- | -------- | ------------ | -------- | ------------ | -------- | --------------- | ----------------- |
| Mac MacCarthy   | 48 s 8   | 8        | 48 s 3   | 4        | 49 s 4   | 12       | 1 min 03 s 6    | 9        | 1 min 02 s 7 | 9        | 1 min 02 s 7 | 8        | 5 min 35 s 5    | 8                 |
| Jack Heaton     | 48 s 1   | 5        | 47 s 4   | 1        | 47 s 7   | 2        | 1 min 00 s 0    | 2        | 1 min 00 s 2 | 1        | 1 min 01 s 2 | 5        | 5 min 24 s 6    | Médaille d'argent |
| William Martin  | 47 s 8   | 3        | 49 s 2   | 11       | 48 s 2   | 5        | 1 min 00 s 7    | 3        | 1 min 01 s 6 | 5        | 1 min 00 s 5 | 3        | 5 min 28 s 0    | 4                 |
| William Johnson | 47 s 7   | 2        | 48 s 4   | 5        | 48 s 0   | 4        | N'a pas terminé | –        | –            | –        | –            | –        | N'a pas terminé | –                 |

### Saut à ski
| Athlète         | Épreuve         | Distance 1 | Distance 2     | Total points | Rang |
| --------------- | --------------- | ---------- | -------------- | ------------ | ---- |
| Walter Bietila  | Tremplin normal | 61,0 m     | 64,0 m (chute) | 142,9 pts    | 42   |
| Joe Perrault    | Tremplin normal | 61,0 m     | 67,0 m         | 207,0 pts    | 15   |
| Sverre Fredheim | Tremplin normal | 66,0 m     | 65,0 m         | 210,1 pts    | 12   |
| Gordy Wren      | Tremplin normal | 68,0 m     | 68,5 m         | 222,8 pts    | 5    |

### Patinage de vitesse

#### Hommes
| Épreuve  | Athlète          | Course        | Course            |
| Épreuve  | Athlète          | Temps         | Rang              |
| -------- | ---------------- | ------------- | ----------------- |
| 500 m    | Del Lamb         | 43 s 6        | 6                 |
| 500 m    | Ken Henry        | 43 s 3        | 5                 |
| 500 m    | Bobby Fitzgerald | 43 s 2        | Médaille d'argent |
| 500 m    | Ken Bartholomew  | 43 s 2        | Médaille d'argent |
| 1 500 m  | Bobby Fitzgerald | 2 min 27 s 0  | 28                |
| 1 500 m  | Ken Henry        | 2 min 24 s 6  | 22                |
| 1 500 m  | Ray Blum         | 2 min 23 s 4  | 20                |
| 1 500 m  | Johnny Werket    | 2 min 20 s 2  | 6                 |
| 5 000 m  | Buddy Solem      | 9 min 10 s 4  | 27                |
| 5 000 m  | Sonny Rupprecht  | 8 min 58 s 4  | 21                |
| 5 000 m  | Ken Henry        | 8 min 56 s 0  | 18                |
| 5 000 m  | Ray Blum         | 8 min 54 s 4  | 17                |
| 10 000 m | Buddy Solem      | 26 min 22 s 4 | 19                |
| 10 000 m | Art Seaman       | 21 min 34 s 8 | 18                |
| 10 000 m | Sonny Rupprecht  | 21 min 20 s 3 | 17                |
| 10 000 m | Johnny Werket    | 19 min 44 s 0 | 11                |